# Paracarcinosoma
Paracarcinosoma is een geslacht van zeeschorpioenen dat leefde tijdens het Siluur.

## Beschrijving
Het lichaam van deze 12 cm lange zeeschorpioen werd bedekt door een chitineus exoskelet met een bijna vierkant kopschild, waaronder zich 6 gepaarde aanhangsels bevonden: het eerste paar bevatte een schaar, paar twee tot en met vijf waren looppoten en paar zes was peddelvormig en bedoeld om te zwemmen. Het lichaam bevatte twaalf segmenten en een staartstekel, die onderling met het kopschild konden scharnieren. Van oorsprong was dit een marien geslacht, maar later verplaatste het zich naar brak tot zoet water.